# Нижне-Чулымская волость
Ни́жне-Чулы́мская во́лость — административно-территориальная единица Барнаульского (1895—1917), Ново-Николаевского (1917—1921), Каргатского уездов (1921—1925).
Входила в состав губерний:
- 1895—1921 — Томская губерния;
- 1921—1925 — Новониколаевская губерния.

## История
Нижне-Чулымская волость создана в ноябре 1897 года в Барнаульском уезде Томской губернии, в связи с разделением Карасукской волости на три: собственно Карасукскую, Чёрно-Курьинскую и Нижне-Чулымскую, с центром в селе Чулымское.

В Нижне-Чулымскую волость входили села (данные на 1911 год) Чулымское и Верх-Каргатское; деревни: Ильинская и Горносталево, посёлок Кротов.
После революции 1917 года входила в состав Каинского уезда Томской губернии (до 1921), после чего волость вошла в Каргатский уезд Новониколаевской губернии.
Перестала существовать в 1924 году в связи с укрупнением соседних волостей. Была поделена между волостями Баклушинской, Нижне-Каргатской и Индерской.
Центр Нижне-Чулымской волости село Чулымское было переименовано в село Нижний Чулым (Сарапулово) Нижне-Каргатского района Барабинского округа Сибирского края.